# Alpii (film)
Alpii (în greacă Άλπεις, transliterat: Alpeis) este un film grecesc psihologic⁠(d) din 2011 regizat de Yorgos Lanthimos, produs de Athina Rachel Tsangari și Lanthimos și scris de Lanthimos și Efthymis Filippou. În rolurile principale interpretează actorii Angeliki Papoulia, Aris Servetalis, Johnny Vekris și Ariane Labed. Filmul a avut premiera în competiție la cea de-a 68-a ediție a Festivalului Internațional de Film de la Veneția, unde a câștigat Premiul Osella de Aur pentru cel mai bun scenariu și a câștigat, de asemenea, Premiul Competiției Oficiale pentru Noi Direcții în Cinema la Festivalul de Film de la Sydney din 2012.

## Rezumat
O gimnastă ritmică practică un antrenament de rutină pe Carmina Burana de Carl Orff. După aceea, ea îi spune antrenorului ei că ar prefera să folosească o melodie pop, dar el îi spune că nu este pregătită pentru acest gen de muzică și o amenință că-i rupe brațele și picioarele dacă îl întreabă din nou. Ea își cere scuze.
Alpii, o organizație neobișnuită și secretă din care fac parte și gimnasta și antrenorul ei, își ține întâlnirile în sala de gimnastică unde se antrenează gimnasta. Pentru o taxă, Alpii vor pune pe unul dintre cei patru membri ai săi să acționeze ca un „substitut” pentru o persoană recent decedată în timpul vizitelor la cei dragi pentru a-i ajuta să treacă peste doliu. Pe lângă gimnastă și antrenorul ei (care alege „Matterhorn” ca poreclă), ceilalți doi membrii ai grupului sunt o asistentă medicală de spital („Monte Rosa”) și un tehnician de la Urgență („Mont Blanc”).
Mont Blanc, conducătorul dominant și orientat spre detalii al Alpilor, tratează o tânără jucătoare de tenis care a fost implicată într-un accident grav de mașină și care nu are șanse să supraviețuiască. El discută cazul cu Monte Rosa, care face parte din echipa de îngrijire a jucătoarei de tenis de la spital, iar asistenta, care are puține obligații, în afară de a avea grijă de tatăl ei în vârstă și văduv, începe s-o studieze pentru a aduna informații dacă va fi nevoie s-o substituie în viitor. Gimnasta încearcă să rămână de partea lui Mont Blanc, astfel încât s-o poată înlocui ea pe jucătoarea de tenis după ce va deceda, dar Monte Rosa începe să se simtă atașată și le spune fetei și părinților ei că va supraviețui. Jucătoarea de tenis moare, iar Monte Rosa își oferă serviciile părinților îndurerați, în timp ce le spune celorlalți Alpi că fata și-a revenit.
Printre clienții Alpilor se numără: un bărbat care își plânge un vechi prieten; o femeie oarbă cu un soț decedat și proprietarul unui magazin de lămpi, care și-a pierdut prietena diabetică. Clientela îi instruiește pe Alpi ce ar trebui să poarte, să facă și să spună și să construiască scenarii și reconstituiri care uneori trec pe teritoriul intim emoțional, deși interacțiunile tind să fie lipsite de emoții și tranzacționale. Cu toate că relațiile sexuale cu clienții sunt interzise, Matterhorn o sărută adesea pe femeia oarbă, iar Monte Rosa face sex cu proprietarul magazinului de lămpi.
Monte Rosa îi vizitează pe părinții jucătoarei de tenis pe ascuns de mai multe ori, învățând să se comporte ca aceasta. Ei chiar o pun să reconstituie o scenă cu iubitul fetei moarte, după care Monte Rosa îl duce pe băiat la casa în care locuiește cu tatăl ei și doarme cu el. Ceilalți Alpi sunt suspicioși atunci când Monte Rosa nu se prezintă la întâlnirile lor și minte despre locul unde se află, așa că Mont Blanc o urmărește la casa jucătoarei de tenis și află adevărul. El aranjează să se întâlnească cu Monte Rosa în sala de gimnastică și, după ce a lovit-o în față cu unul dintre bețele de antrenament ale gimnastei, o dă afară din grup.
După ce și-a cusut rana de pe obraz, Monte Rosa se întoarce acasă. Ea își întreabă tatăl despre actorul și cântărețul preferat al mamei sale decedate înainte de a încerca să-l mângâie, dar el o pălmuiește. Apoi, ea vizitează o sală de bal pe care a condus-o mai demult alături de tatăl ei și încearcă să danseze agresiv cu partenerul său de dans și cu noua sa iubită, fără să se oprească nici după ce femeia a căzut la pământ.
În cele din urmă, Monte Rosa revine la casa jucătoarei de tenis. Deoarece nimeni nu răspunde la ușa din față, ea sparge o ușă glisantă din sticlă, declanșând o alarmă. Se duce în camera jucătoarei de tenis și se bagă în pat. Imediat după ce ajunge sub pături, părinții jucătoarei de tenis intră în cameră. Tatăl împreună cu Monte Rosa repetă ca maniacii replicile din scena ei cu iubitul jucătoarei de tenis, apoi o aruncă cu forța. Părinții coboară un oblon metalic peste ușa glisantă din sticlă, lăsând-o pe Monte Rosa să se zbată înainte și înapoi pe terasă.
Gimnasta interpretează elegant „Popcorn”, în timp ce Matterhorn privește cu mândrie. După ce termină, ea sare în brațele lui și îi spune că este cel mai bun antrenor din lume, ecou al unui moment anterior bizar și sadomasochist. Zâmbetul ei dispare.

## Distribuție

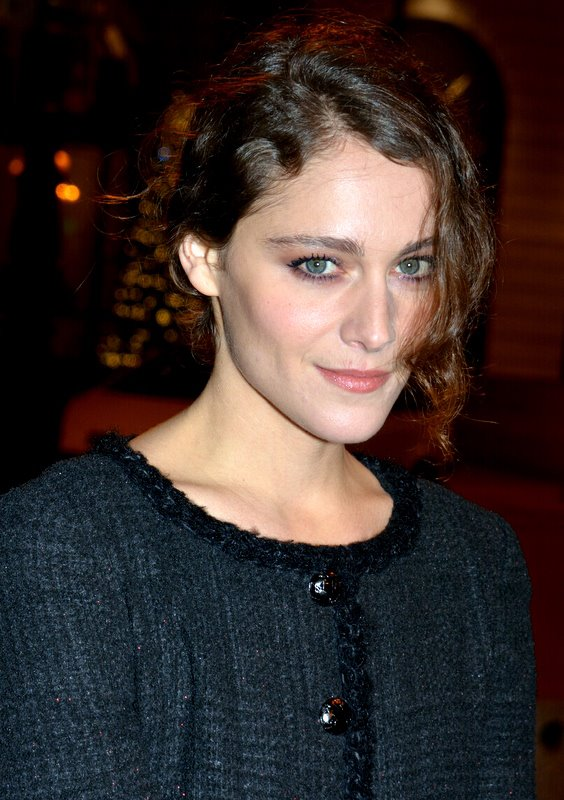
Ariane Labed în 2015

- Angeliki Papoulia – asistenta, alias „Monte Rosa”
- Aris Servetalis – tehnician medical la urgențe, alias „Mont Blanc”
- Johnny Vekris – antrenor de gimnastică, alias „Matterhorn”
- Ariane Labed – gimnasta
- Maria Kyrozi – jucătoarea de tenis
- Sotiris Papastamatiou – tatăl jucătoarei de tenis
- Tina Papanikolaou – mama jucătoarei de tenis
- Stavros Psyllakis – tatăl asistentei
- Fotis Zahos – prieten al lui Zahos
- Eftychia Stefanidou – femeie oarbă
- Efthymis Filippou – proprietarul magazinului de lămpi
- Konstadina Papoulia – iubita tatălui asistentei⁣
- Nikos Galgadis – iubitul jucătoarei de tenis

## Producție
Yorgos Lanthimos și Efthymis Filippou au dezvoltat premisa filmului pornind de la ideea unor oameni care aleg ceva fabricat, de exemplu prin farse sau anunțuri privind propriile morți. Povestea a prins formă în timp ce încercau să găsească un cadru care ar putea funcționa bine din punct de vedere cinematografic. Lanthimos consideră Alpii ca fiind complet opusul filmului său anterior, spunând că pelicula Canin (Dogtooth, 2009) „este povestea unei persoane care încearcă să scape dintr-o lume fictivă. În schimb filmul Alpii este despre o persoană care încearcă să intre într-o lume fabricată.”
Filmul a fost produs de compania producătoarei Athina Rachel Tsangari, Haos Film, care a produs anterior filmul lui Lanthimos din 2005, Kinetta. Bugetul a avut finanțare și de la Centrul Grec al Cinematografiei.
Filmările au început în octombrie 2010. Unele scene au fost create pe platourile de filmare, iar unele dialoguri au fost improvizate de actori.

## Recepție
A avut premiera la 3 septembrie 2011 în competiție la a 68-a ediții a Festivalului Internațional de Film de la Veneția.
Lee Marshall de la Screen Daily l-a numit „un fel de Canin 2 (Dogtooth 2)”, considerând că „publicul urban cultivat excitat de pura nebunie a acelui film ar simți un ușor sentiment de déjà vu aici”. Marshall a continuat spunând că „Hollywoodul ar fi putut crea un film lacrimogen sau un thriller din același material - și apar aici ecouri ale fascinației lui Hitchcock pentru surogate, de la Roger Thornhill / George Kaplan din La nord prin nord-vest până la Madeleine / Carlotta din Amețeala. Dar filmul Alpii este atât de intrigat din cauza a ceea ce refuză să explice... Este, de asemenea, un film care reușește să jongleze comedia absurdă cu tragedia sumbră, o dorință arzătoare de căldură umană cu izbucniri de violență bruscă, menținând în același timp un control impresionant asupra tonului.”
Roger Ebert a dat filmului două stele și jumătate dintr-un total de patru, considerând că semnificația tematică a filmului este dificil de discernut. El a concluzionat că, deși filmul Alpii „este provocator, totuși este cu totul autonom încât nu oferă nicio răsplată emoțională specială... are efectul unui exercițiu steril.”

### Premii
| Ceremonie                                    | Categorie                                  | Rezultat     |
| -------------------------------------------- | ------------------------------------------ | ------------ |
| Festivalul de Film de la Veneția             | Premiul Osella pentru cel mai bun scenariu | Câștigat     |
| Festivalul de Film de la Veneția             | Leul de Aur                                | Nominalizare |
| Festivalul de Film de la Sydney              | Premiul oficial al competiției             | Câștigat     |
| Festivalul Internațional de Film de la Sofia | Mențiune specială                          | Câștigat     |